# Euphorbia ipecacuanhae
Euphorbia ipecacuanhae är en törelväxtart som beskrevs av Carl von Linné. Euphorbia ipecacuanhae ingår i släktet törlar, och familjen törelväxter. Inga underarter finns listade i Catalogue of Life.